# Zvončín
Zvončín (allemand : Neuschlag ) est un village de Slovaquie situé dans la région de Trnava.

## Histoire
Première mention écrite du village en 1539.[réf. nécessaire]

## Démographie

### Évolution de la population
| Année:               | 1994. | 2004. | 2014.    | 2024.    |
| -------------------- | ----- | ----- | -------- | -------- |
| Nombre de personnes: | 0     | 658   | 796      | 1039     |
| Différence:          |       | –     | +20,97 % | +30,52 % |

| Année:               | 2023. | 2024.   |
| -------------------- | ----- | ------- |
| Nombre de personnes: | 1028  | 1039    |
| Différence:          |       | +1,07 % |